# Juybar
Juybar este un oraș din Iran.